# Jaén (provincie van Spanje)
Jaén is een provincie van Spanje en maakt deel uit van de regio Andalusië. De provincie heeft een oppervlakte van 13.496 km². De provincie telde 627.568 inwoners in 2021 verdeeld over 97 gemeenten.
Hoofdstad van Jaén is Jaén.

## Bestuurlijke indeling
De provincie Jaén bestaat uit 10 comarca's die op hun beurt uit gemeenten bestaan. De comarca's van Jaén zijn:
- Sierra Sur
- Área Metropolitana de Jaén
- Campiña de Jaén
- El Condado
- Las Villas
- La Loma
- Sierra de Cazorla
- Sierra de Segura
- Sierra Mágina
- Sierra Morena

Zie voor de gemeenten in Jaén de lijst van gemeenten in provincie Jaén.

## Demografische ontwikkeling
Bron: INE
Opm: Bevolkingscijfers in duizendtallen
Almeria · Cádiz · Córdoba · Granada · Huelva · Jaén · Málaga · Sevilla